# Caio Fernando Abreu
 (mai 2013).
Pour les articles homonymes, voir Abreu.
Caio Fernando Loureiro de Abreu, né le 12 septembre 1948 à Santiago de Boqueirão (Rio Grande do Sul), près du fleuve Uruguay, et décédé le 25 février 1996 à Porto Alegre, est un écrivain et journaliste brésilien.
Considéré comme l'un des auteurs importants de sa génération, il a écrit une œuvre au style sobre, personnel, qui a pour thèmes le sexe, la peur et la mort sur fond d'angoissante solitude, et présente une vision tragique du monde moderne.

## Biographie

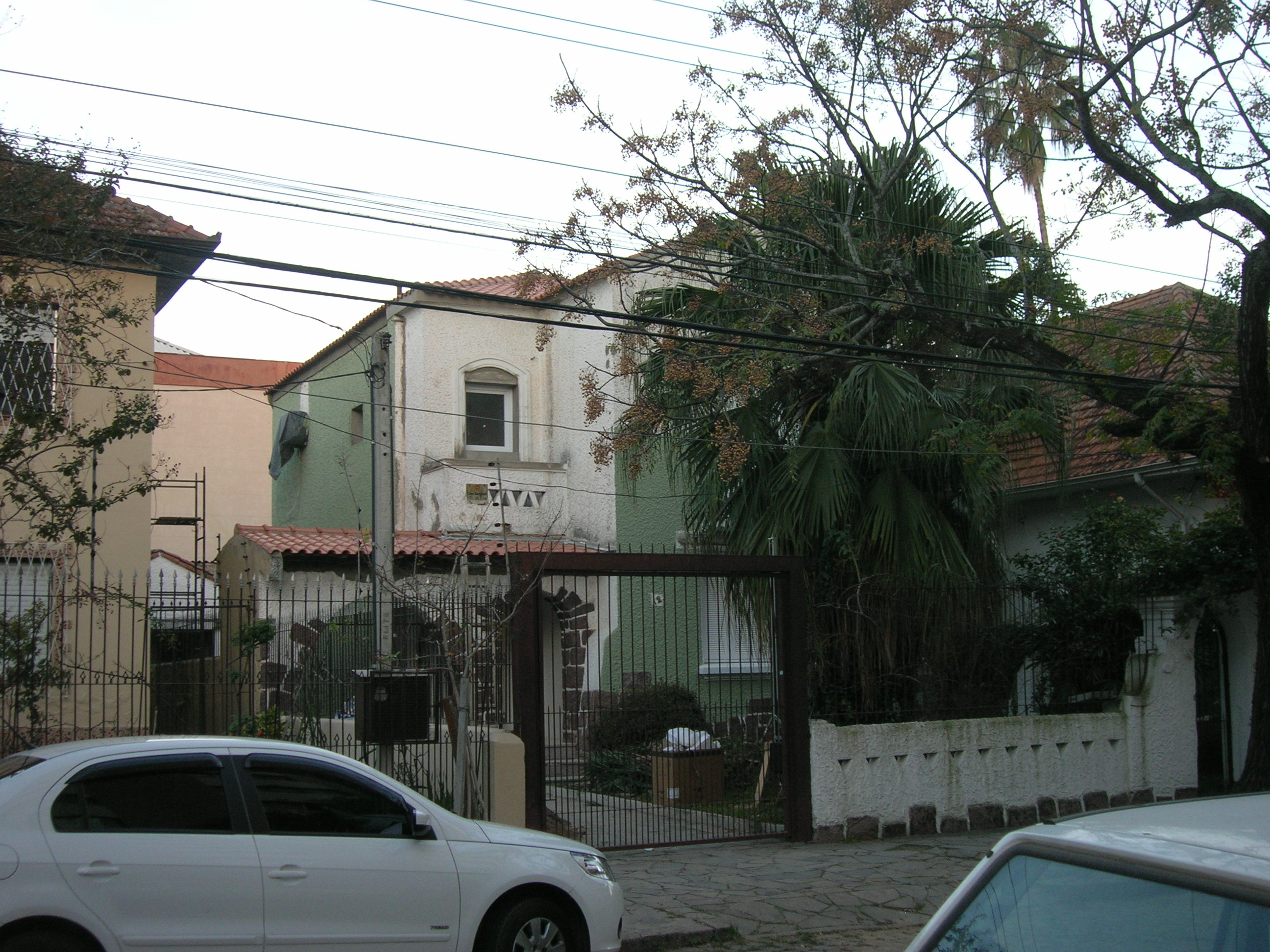
Maison du quartier de Menino Deus à Porto Alegre où Caio Fernando Abreu vécut les dernières années de sa vie.

Caio Fernando Abreu est né d'un père militaire et franc-maçon et d'une mère professeur d'histoire et de philosophie. Sa grand-mère était aussi enseignante. Dans ce milieu cultivé, très attaché aux livres, il commence à écrire de petits romans dès l'âge de six ans, dont l'action se déroule toujours en France (il est à cet âge étrangement fasciné par les Pyrénées).
Il raconte que, dans son enfance, il habite près de la rive du fleuve Uruguay et qu'il est fasciné par l'Uruguay, pays qu'il peut observer de l'autre côté du fleuve. Cette fascination pour l'idée de frontière se retrouve selon lui dans son œuvre.
Caio Fernando Abreu renonce  à son cursus d'études de littérature et d'art dramatique à l'Université fédérale du Rio Grande do Sul, à Porto Alegre, et part à 19 ans à São Paulo, où il est influencé par le courant musical et culturel du Tropicalisme. Il commence à publier des articles dans des revues grand public telles que Revista Nova, Revista Manchete, Revista Veja et Revista Pop. En 1968, poursuivi par le Departamento de Ordem Política e Social, la police répressive instaurée par le régime militaire brésilien à cause d'articles dans Revista Veja, il trouve refuge dans la propriété de son amie la femme de lettres Hilda Hilst, à Campinas, dans l'État de São Paulo. Au début des années 1970, il s'exile pour une durée d'un an en Europe, où il séjourne en Suède, en France, aux Pays-Bas et en Espagne puis en Angleterre. À Londres, alors qu'il vit dans un squat, il développe une forte dépendance à l'héroïne, puis décide en 1974 de rentrer au Brésil.
En 1983, Abreu quitte Porto Alegre et s'installe à Rio de Janeiro, puis, en 1985, à São Paulo. En 1994, il fait un nouveau voyage en France et revient au Brésil la même année, se sachant porteur du virus du sida. Il regagne alors Porto Alegre et passe les deux dernières années de sa vie chez ses parents, à retravailler ses propres textes et à s'adonner au jardinage.

### Vie privée
Caio Fernando Abreu assumait son homosexualité.[réf. nécessaire] Il ne s'est jamais marié et a déclaré n'avoir de jamais eu « de relation très longue ni très suivie avec les femmes comme avec les hommes. »

## Œuvres
Ouvrages traduits en français
Tous les textes de Caio Fernando Abreu disponibles en langue française ont été traduits par Claire Cayron, qui fit découvrir cet auteur aux éditeurs francophones. Alain Keruzoré a collaboré à la plupart de ces traductions.
- Les dragons ne connaissent pas le paradis, Complexe, coll. L'Heure furtive, 1991
- Qu'est devenue Dulce Veiga ?, Autrement, coll. Littératures, 1994
- Bien loin de Marienbad, Arcane 17, Maison des Écrivains étrangers et des traducteurs, 1994
- L'Autre Voix, Complexe, coll. L'Heure furtive, 1994
- Petites Épiphanies, Corti, 2000
- Brebis galeuses, Corti, 2002

Ouvrages en langue portugaise
- Inventário do irremediável, contos. Prêmio Fernando Chinaglia da UBE (União Brasileira de Escritores); Rio Grande do Sul: Movimento, 1970; 2ª ed. Sulina, 1995 (com o título alterado para Inventário do Ir-Remediável).
- Limite branco, romance. Rio de Janeiro: Expressão e Cultura, 1971; 2ª ed. Salamandra, 1984; São Paulo: 3ª ed., Siciliano, 1992.
- O ovo apunhalado, contos. Rio Grande do Sul: Globo, 1975; Rio de Janeiro: 2ª edição, Salamandra, 1984; São Paulo: 3ª edição, Siciliano, 1992.
- Pedras de Calcutá, contos. São Paulo: Alfa-Omega, 1977; 2ª ed., Cia. das Letras, 1995.
- Morangos mofados, contos. São Paulo: Brasiliense, 1982; 9ª ed. Cia. das Letras, 1995. Reeditado pela Agir - Rio, 2005.
- Triângulo das águas, novela. Prêmio Jabuti da Câmara Brasileira do Livro para melhor livro de contos. Rio de Janeiro: Nova Fronteira, 1983; São Paulo: 2ª edição Siciliano, 1993.
- Triangolo delle acque, contos. Pescara, Quarup, 2013 (Tradução: Bruno Persico)
- As frangas, novela infanto-juvenil. Medalha Altamente Recomendável Fundação Nacional do Livro Infanto-Juvenil. Rio de Janeiro: Globo, 1988.
- Os dragões não conhecem o paraíso, contos. Prêmio Jabuti da Câmara Brasileira do Livro para melhor livro de contos. São Paulo: Cia. das Letras, 1988.
- I draghi non conoscono il paradiso, contos, Pescara, Itália, Quraup, 2008 (Tradução: Bruno Persico)
- A maldição do Vale Negro, peça teatral. Prêmio Molière de Air France para dramaturgia nacional. Rio Grande do Sul: IEL/RS (Instituto Estadual do Livro), 1988.
- Onde andará Dulce Veiga?, romance. Prêmio APCA (Associação Paulista dos Críticos de Arte) para romance. São Paulo: Cia. das Letras, 1990.
- Dov'è finita Dulce Veiga?, novela. Milão, Itália, Zanzibar 13, 1993 (Tradução: Adelina Aletti)
- Bien loin de Marienbad, novela. Paris, França Arcane 17, 1994.
- Molto lontano da Marienbad, contos. Milão, Itália, Zanzibar 32, 1995 (Tradução: Bruno Persico)
- Ovelhas negras, contos. Rio Grande do Sul: 2ª ed. Sulina, 1995.
- Mel & girassóis, antologia.
- Estranhos estrangeiros, contos. São Paulo: Cia. das Letras, 1996.
- Pequenas Epifanias, crônicas (1986/1995): ed. Sulina, 1996
- Teatro completo, 1997
- Cartas, correspondência. Rio de Janeiro: Aeroplano, 2002 (organização de Ítalo Moriconi).

Théâtre
- O homem e a mancha
- Zona contaminada

Traductions
- A arte da guerra, de Sun Tzu, 1995 (avec Miriam Paglia)

## Sources
- (pt) Cet article est partiellement ou en totalité issu de l’article de Wikipédia en portugais intitulé « Caio Fernando Abreu » (voir la liste des auteurs).